# Hemileuca griffini
Hemileuca griffini är en fjärilsart som beskrevs av Tuskes 1978. Hemileuca griffini ingår i släktet Hemileuca och familjen påfågelsspinnare. Inga underarter finns listade i Catalogue of Life.